# Plantilles de la Copa del Món de futbol de 1962
Plantilles oficials de les seleccions classificades per la fase final de la Copa del Món de Futbol 1962 de Xile. Cada selecció pot inscriure 22 jugadors. Els equips participants són (cliqueu sobre el país per accedir a la plantilla):
| Equips participants | Equips participants | Equips participants | Equips participants |
| ------------------- | ------------------- | ------------------- | ------------------- |
| Unió Soviètica      | Iugoslàvia          | Uruguai             | Colòmbia            |
| Alemanya Occidental | Xile                | Itàlia              | Suïssa              |
| Brasil              | Txecoslovàquia      | Mèxic               | Espanya             |
| Hongria             | Anglaterra          | Argentina           | Bulgària            |

## Unió Soviètica
| #    | Posició          | Nom                  | Naixement           | P. Sel.          | Club             |
| ---- | ---------------- | -------------------- | ------------------- | ---------------- | ---------------- |
| 1    | Porter           | Lev Iaixin           | 22 d'octubre 1929   | 42               | Dynamo Moscou    |
| 2    | Porter           | Vladimir Maslachenko | 5 de març 1936      | 8                | Lokomotiv Moscou |
| 3    | Porter           | Sergey Kotrikadze    | 9 d'agost 1936      | 0                | Dinamo Tbilisi   |
| 4    | Defensa          | Eduard Dubinski      | 6 d'abril 1935      | 9                | CSKA Moscou      |
| 5    | Defensa          | Givi Chokheli        | 27 de juny 1937     | 16               | Dinamo Tbilisi   |
| 6    | Defensa          | Leonid Ostrovskiy    | 17 de gener 1936    | 3                | Torpedo Moscou   |
| 7    | Defensa          | Anatoli Maslyonkin   | 26 de juny 1930     | 26               | Spartak Moscou   |
| 8    | Migcampista      | Albert Xesterniov    | 20 de juny 1941     | 1                | CSKA Moscou      |
| 9    | Migcampista      | Nikolay Manoshin     | 8 de març1938       | 8                | Torpedo Moscou   |
| 10   | Migcampista      | Ígor Neto            | 9 de gener 1930     | 48               | Spartak Moscou   |
| 11   | Migcampista      | Yozhef Sabo          | 1 de març 1940      | 0                | Dynamo Kyiv      |
| 12   | Defensa          | Valery Voronin       | 17 de juliol 1939   | 14               | Torpedo Moscou   |
| 13   | Davanter         | Gennadi Gusarov      | 11 de març 1937     | 5                | Torpedo Moscou   |
| 14   | Davanter         | Valentin Ivanov      | 19 de novembre 1934 | 39               | Torpedo Moscou   |
| 15   | Davanter         | Víktor Kanevski      | 3 d'octubre 1936    | 3                | Dynamo Kyiv      |
| 16   | Davanter         | Aleksei Mamykin      | 29 de febrer 1936   | 7                | CSKA Moscou      |
| 17   | Davanter         | Mikhail Meskhi       | 12 de gener 1937    | 18               | Dinamo Tbilisi   |
| 18   | Migcampista      | Slava Metreveli      | 30 de maig 1936     | 19               | Torpedo Moscou   |
| 19   | Davanter         | Víktor Ponedelnik    | 22 de maig 1937     | 15               | SKA Rostov       |
| 20   | Davanter         | Víktor Serèbrianikov | 29 de març 1940     | 0                | Dynamo Kyiv      |
| 21   | Migcampista      | Galimzyan Khusainov  | 27 de juny 1937     | 3                | Spartak Moscou   |
| 22   | Migcampista      | Igor Chislenko       | 8 de setembre 1939  | 5                | Dynamo Moscou    |
| Ent. | Gavriïl Katxalin | Gavriïl Katxalin     | Gavriïl Katxalin    | Gavriïl Katxalin | Gavriïl Katxalin |

## Iugoslàvia
| #    | Posició                               | Nom                                   | Naixement                             | P. Sel.                               | Club                                  |
| ---- | ------------------------------------- | ------------------------------------- | ------------------------------------- | ------------------------------------- | ------------------------------------- |
| 1    | Porter                                | Milutin Šoškić                        | 31 de desembre 1937                   | -                                     | FK Partizan                           |
| 2    | Defensa                               | Vladimir Durković                     | 6 de novembre 1937                    | -                                     | Crvena Zvezda                         |
| 3    | Defensa                               | Fahrudin Jusufi                       | 8 de desembre 1939                    | -                                     | FK Partizan                           |
| 4    | Defensa                               | Petar Radaković                       | 2 de febrer 1937                      | -                                     | NK Rijeka                             |
| 5    | Defensa                               | Vlatko Marković                       | 1 de gener 1937                       | -                                     | Dinamo Zagreb                         |
| 6    | Migcampista                           | Vladimir Popović                      | 17 de març 1935                       | -                                     | Crvena Zvezda                         |
| 7    | Davanter                              | Andrija Anković                       | 16 de juliol 1937                     | -                                     | Hajduk Split                          |
| 8    | Davanter                              | Dragoslav Šekularac                   | 8 de novembre 1937                    | -                                     | Crvena Zvezda                         |
| 9    | Davanter                              | Dražan Jerković                       | 6 d'agost 1936                        | -                                     | Dinamo Zagreb                         |
| 10   | Davanter                              | Milan Galić                           | 8 de març 1938                        | -                                     | FK Partizan                           |
| 11   | Davanter                              | Josip Skoblar                         | 12 de març 1941                       | -                                     | OFK Beograd                           |
| 12   | Porter                                | Srboljub Krivokuća                    | 14 de març 1928                       | -                                     | OFK Beograd                           |
| 13   | Defensa                               | Slavko Svinjarević                    | 16 d'abril 1935                       | -                                     | Vojvodina Novi Sad                    |
| 14   | Defensa                               | Vasilije Šijaković                    | 31 de juliol 1929                     | -                                     | OFK Beograd                           |
| 15   | Migcampista                           | Željko Matuš                          | 9 d'agost 1935                        | -                                     | Dinamo Zagreb                         |
| 16   | Migcampista                           | Muhamed Mujić                         | 25 d'abril 1932                       | -                                     | Velez Mostar                          |
| 17   | Migcampista                           | Vojislav Melić                        | 5 de gener 1940                       | -                                     | Crvena Zvezda                         |
| 18   | Davanter                              | Vladimir Kovačević                    | 7 de gener 1940                       | -                                     | FK Partizan                           |
| 19   | Porter                                | Mirko Stojanović                      |                                       | -                                     | Dinamo Zagreb                         |
| 20   | Defensa                               | Žarko Nikolić                         | 16 d'octubre 1936                     | -                                     | Vojvodina Novi Sad                    |
| 21   | Davanter                              | Nikola Stipić                         |                                       | -                                     | NK Cvrena Zvezda                      |
| 22   | Migcampista                           | Aleksandar Ivoš                       | 28 de juny 1931                       | -                                     | FK Sloboda Tuzla                      |
| Ent. | Ljubomir Lovrić i Prvoslav Mihajlović | Ljubomir Lovrić i Prvoslav Mihajlović | Ljubomir Lovrić i Prvoslav Mihajlović | Ljubomir Lovrić i Prvoslav Mihajlović | Ljubomir Lovrić i Prvoslav Mihajlović |

## Uruguai
| #    | Posició             | Nom                 | Naixement           | P. Sel.             | Club                    |
| ---- | ------------------- | ------------------- | ------------------- | ------------------- | ----------------------- |
| 1    | Porter              | Roberto Sosa        | 14 de juny 1935     | -                   | Club Nacional de Fútbol |
| 2    | Defensa             | Horacio Troche      | 14 de febrer 1936   | -                   | Club Nacional de Fútbol |
| 3    | Defensa             | Emilio Álvarez      | 10 de febrer 1939   | -                   | Club Nacional de Fútbol |
| 4    | Defensa             | Omar Méndez         | 11 de maig 1938     | -                   | Club Nacional de Fútbol |
| 5    | Migcampista         | Néstor Gonçalves    | 27 d'abril 1936     | -                   | C.A. Peñarol            |
| 6    | Migcampista         | Pedro Cubilla       | 1934                | -                   | Rampla Juniors          |
| 7    | Davanter            | Domingo Pérez       | 7 de juny 1936      | -                   | Club Nacional de Fútbol |
| 8    | Migcampista         | Julio César Cortés  | 29 de març 1941     | -                   | Sud América             |
| 9    | Davanter            | José Sacía          | 27 de desembre 1933 | -                   | C.A. Peñarol            |
| 10   | Migcampista         | Pedro Rocha         | 3 de desembre 1942  | -                   | C.A. Peñarol            |
| 11   | Davanter            | Luis Cubilla        | 28 de març 1940     | -                   | C.A. Peñarol            |
| 12   | Porter              | Luis Maidana        | 24 de febrer 1934   | -                   | C.A. Peñarol            |
| 14   | Defensa             | William Martínez    | 13 de gener 1928    | -                   | C.A. Peñarol            |
| 15   | Defensa             | Rubén Soria         | 1935                | -                   | C.A. Cerro              |
| 16   | Migcampista         | Edgardo González    | 30 de setembre 1936 | -                   | C.A. Peñarol            |
| 17   | Defensa             | Rubén González      | 1939                | -                   | Club Nacional de Fútbol |
| 18   | Defensa             | Eliseo Álvarez      | 9 d'agost 1940      | -                   | Club Nacional de Fútbol |
| 19   | Migcampista         | Ronald Langón       | 6 d'agost 1939      | -                   | Defensor Sporting Club  |
| 20   | Davanter            | Mario Bergara       | 1 de desembre 1937  | -                   | Club Nacional de Fútbol |
| 21   | Davanter            | Héctor Silva        | 1 de febrer 1940    | -                   | Danubio F.C.            |
| 22   | Davanter            | Ángel Cabrera       | 9 d'octubre 1939    | -                   | Cerro Porteño           |
| 23   | Davanter            | Guillermo Escalada  | 24 d'abril 1936     | -                   | Club Nacional de Fútbol |
| Ent. | Juan Carlos Corazzo | Juan Carlos Corazzo | Juan Carlos Corazzo | Juan Carlos Corazzo | Juan Carlos Corazzo     |

## Colòmbia
| #    | Posició          | Nom               | Naixement           | P. Sel.          | Club                   |
| ---- | ---------------- | ----------------- | ------------------- | ---------------- | ---------------------- |
| 1    | Porter           | Efraín Sánchez    | 26 de febrer 1926   | -                | Atlético Nacional      |
| 2    | Porter           | Achito Vivas      |                     | -                | Deportivo Pereira      |
| 3    | Defensa          | Francisco Zuluaga | 4 de febrer 1929    | -                | Independiente Santa Fe |
| 4    | Defensa          | Anibal Alzate     | 31 de gener 1933    | -                | Deportes Tolima        |
| 5    | Defensa          | Jaime González    | 1 d'abril 1938      | -                | América de Cali        |
| 6    | Defensa          | Ignacio Calle     |                     | -                | Atlético Nacional      |
| 7    | Defensa          | Carlos Aponte     |                     | -                | Independiente Santa Fe |
| 8    | Defensa          | Héctor Echeverry  | 10 d'abril 1938     | -                | Atlético Nacional      |
| 9    | Migcampista      | Jaime Silva       | 10 d'octubre 1935   | -                | Independiente Santa Fe |
| 10   | Migcampista      | Rolando Serrano   | 13 de novembre 1938 | -                | América de Cali        |
| 11   | Defensa          | Óscar López       | 2 d'abril 1939      | -                | Once Caldas            |
| 12   | Migcampista      | Hernando Tovar    |                     | -                | Independiente Santa Fe |
| 13   | Davanter         | Germán Aceros     | 30 de setembre 1938 | -                | Deportivo Cali         |
| 14   | Davanter         | Luis Paz          |                     | -                | América de Cali        |
| 15   | Migcampista      | Marcos Coll       | 23 d'agost 1935     | -                | América de Cali        |
| 16   | Davanter         | Ignacio Pérez     |                     | -                | Once Caldas            |
| 17   | Davanter         | Marino Klinger    | 7 de febrer 1936    | -                | Millonarios            |
| 18   | Davanter         | Eusebio Escobar   |                     | -                | Deportivo Pereira      |
| 19   | Davanter         | Delio Gamboa      | 28 de gener 1936    | -                | Millonarios            |
| 20   | Davanter         | Antonio Rada      | 13 de juny 1937     | -                | Deportivo Pereira      |
| 21   | Davanter         | Héctor González   | 7 de juliol 1937    | -                | Independiente Santa Fe |
| 22   | Davanter         | Jairo Arias       | 2 de novembre 1938  | -                | Atlético Nacional      |
| Ent. | Adolfo Pedernera | Adolfo Pedernera  | Adolfo Pedernera    | Adolfo Pedernera | Adolfo Pedernera       |

## Alemanya Occidental
| #    | Posició        | Nom                     | Naixement           | P. Sel.        | Club                     |
| ---- | -------------- | ----------------------- | ------------------- | -------------- | ------------------------ |
| 1    | Porter         | Hans Tilkowski          | 12 de juliol 1935   | -              | Westfalia Herne          |
| 2    | Defensa        | Herbert Erhardt         | 6 de juliol 1930    | -              | Greuther Fürth           |
| 3    | Defensa        | Karl-Heinz Schnellinger | 31 de març 1939     | -              | 1. FC Köln               |
| 4    | Defensa        | Willi Schulz            | 4 d'octubre 1938    | -              | FC Schalke 04            |
| 5    | Defensa        | Leo Wilden              | 3 de juliol 1936    | -              | 1. FC Köln               |
| 6    | Migcampista    | Horst Szymaniak         | 29 d'agost 1934     | -              | Calcio Catania           |
| 7    | Migcampista    | Willi Koslowski         | 17 de febrer 1937   | -              | FC Schalke 04            |
| 8    | Davanter       | Helmut Haller           | 21 de juliol 1939   | -              | BC Augsburg              |
| 9    | Davanter       | Uwe Seeler              | 5 de novembre 1936  | -              | Hamburger SV             |
| 10   | Migcampista    | Albert Brülls           | 26 de març 1937     | -              | Borussia Mönchengladbach |
| 11   | Davanter       | Hans Schäfer            | 19 d'octubre 1927   | -              | 1. FC Köln               |
| 12   | Defensa        | Hans Nowak              | 9 d'agost 1937      | -              | FC Schalke 04            |
| 13   | Defensa        | Jürgen Kurbjuhn         | 26 de juliol 1940   | -              | Hamburger SV             |
| 14   | Defensa        | Jürgen Werner           | 15 d'agost 1935     | -              | Hamburger SV             |
| 15   | Migcampista    | Willi Giesemann         | 2 de setembre 1937  | -              | Bayern München           |
| 16   | Migcampista    | Hans Sturm              | 3 de setembre 1934  | -              | 1. FC Köln               |
| 17   | Davanter       | Engelbert Kraus         | 30 de juliol 1934   | -              | Kickers Offenbach        |
| 18   | Migcampista    | Günther Herrmann        | 1 de setembre 1939  | -              | Karlsruher SC            |
| 19   | Davanter       | Heinz Strehl            | 20 de juliol 1938   | -              | 1. FC Nürnberg           |
| 20   | Davanter       | Heinz Vollmar           | 26 d'abril 1936     | -              | 1. FC Saarbrücken        |
| 21   | Porter         | Günter Sawitzki         | 22 de novembre 1932 | -              | VfB Stuttgart            |
| 22   | Porter         | Wolfgang Fahrian        | 31 de maig 1941     | -              | TSG Ulm 1846             |
| Ent. | Sepp Herberger | Sepp Herberger          | Sepp Herberger      | Sepp Herberger | Sepp Herberger           |

## Xile
| #    | Posició        | Nom               | Naixement              | P. Sel.        | Club                 |
| ---- | -------------- | ----------------- | ---------------------- | -------------- | -------------------- |
| 1    | Porter         | Misael Escuti     | 20 de desembre de 1926 | -              | Colo-Colo            |
| 2    | Defensa        | Luis Eyzaguirre   | 22 de juny de 1939     | -              | Universidad de Chile |
| 3    | Defensa        | Raúl Sánchez      | 26 d'octubre de 1933   | -              | Santiago Wanderers   |
| 4    | Defensa        | Sergio Navarro    | 20 de novembre de 1936 | -              | Universidad de Chile |
| 5    | Defensa        | Carlos Contreras  | 7 d'octubre de 1938    | -              | Universidad de Chile |
| 6    | Migcampista    | Eladio Rojas      | 8 de novembre de 1934  | -              | Everton              |
| 7    | Davanter       | Jaime Ramírez     | 14 d'agost de 1931     | -              | Universidad de Chile |
| 8    | Migcampista    | Jorge Toro        | 10 de gener de 1939    | -              | Colo-Colo            |
| 9    | Davanter       | Honorino Landa    | 1 de juny de 1942      | -              | Unión Española       |
| 10   | Davanter       | Alberto Fouilloux | 22 de novembre de 1940 | -              | Universidad Católica |
| 11   | Davanter       | Leonel Sánchez    | 25 d'abril de 1936     | -              | Universidad de Chile |
| 12   | Porter         | Adán Godoy        | 26 de novembre de 1936 | -              | Universidad de Chile |
| 13   | Defensa        | Sergio Valdés     |                        | -              | Universidad Católica |
| 14   | Defensa        | Hugo Lepe         |                        | -              | Universidad de Chile |
| 15   | Defensa        | Manuel Rodríguez  | 18 de gener de 1938    | -              | Unión Española       |
| 16   | Defensa        | Humberto Cruz     |                        | -              | Universidad de Chile |
| 17   | Migcampista    | Mario Ortiz       |                        | -              | Colo-Colo            |
| 18   | Davanter       | Mario Moreno      | 31 de desembre de 1935 | -              | Colo-Colo            |
| 19   | Davanter       | Braulio Musso     |                        | -              | Universidad de Chile |
| 20   | Davanter       | Carlos Campos     | 14 de febrer de 1937   | -              | Universidad de Chile |
| 21   | Davanter       | Armando Tobar     | 7 de juny de 1938      | -              | Universidad Católica |
| 22   | Porter         | Manuel Astorga    |                        | -              | Universidad de Chile |
| Ent. | Fernando Riera | Fernando Riera    | Fernando Riera         | Fernando Riera | Fernando Riera       |

## Itàlia
| #    | Posició                        | Nom                            | Naixement                      | P. Sel.                        | Club                           |
| ---- | ------------------------------ | ------------------------------ | ------------------------------ | ------------------------------ | ------------------------------ |
| 1    | Porter                         | Lorenzo Buffon                 | 19 de desembre 1929            | -                              | Internazionale Milano F.C.     |
| 2    | Defensa                        | Giacomo Losi                   | 9 de novembre 1935             | -                              | A.S. Roma                      |
| 3    | Migcampista                    | Luigi Radice                   | 15 de gener 1935               | -                              | A.C. Milan                     |
| 4    | Defensa                        | Sandro Salvadore               | 29 de novembre 1939            | -                              | A.C. Milan                     |
| 5    | Defensa                        | Cesare Maldini                 | 5 de febrer 1932               | -                              | A.C. Milan                     |
| 6    | Migcampista                    | Giovanni Trapattoni            | 17 de març 1937                | -                              | A.C. Milan                     |
| 7    | Davanter                       | Bruno Mora                     | 29 de març 1937                | -                              | Juventus F.C.                  |
| 8    | Davanter                       | Humberto Maschio               | 20 de febrer 1933              | -                              | Atalanta B.C.                  |
| 9    | Davanter                       | José Altafini                  | 24 de juliol 1938              | -                              | A.C. Milan                     |
| 10   | Davanter                       | Omar Sívori                    | 2 d'octubre 1935               | -                              | Juventus F.C.                  |
| 11   | Davanter                       | Giampaolo Menichelli           | 29 de juny 1938                | -                              | A.S. Roma                      |
| 12   | Porter                         | Carlo Mattrel                  | 14 d'abril 1937                | -                              | U.S. Città di Palermo          |
| 13   | Porter                         | Enrico Albertosi               | 2 de novembre 1939             | -                              | ACF Fiorentina                 |
| 14   | Davanter                       | Gianni Rivera                  | 18 d'agost 1943                | -                              | A.C. Milan                     |
| 15   | Davanter                       | Angelo Sormani                 | 3 de juliol 1939               | -                              | A.C. Mantova                   |
| 16   | Defensa                        | Enzo Robotti                   | 13 de juny 1935                | -                              | ACF Fiorentina                 |
| 17   | Davanter                       | Ezio Pascutti                  | 1 de juny 1937                 | -                              | Bologna F.C. 1909              |
| 18   | Defensa                        | Mario David                    | 13 de març 1934                | -                              | A.C. Milan                     |
| 19   | Defensa                        | Francesco Janich               | 27 de març 1937                | -                              | Bologna F.C. 1909              |
| 20   | Migcampista                    | Paride Tumburus                | 8 de març 1939                 | -                              | Bologna F.C. 1909              |
| 21   | Migcampista                    | Giorgio Ferrini                | 18 d'agost 1939                | -                              | Torino F.C.                    |
| 22   | Davanter                       | Giacomo Bulgarelli             | 24 d'octubre 1940              | -                              | Bologna F.C. 1909              |
| Ent. | Paolo Mazza i Giovanni Ferrari | Paolo Mazza i Giovanni Ferrari | Paolo Mazza i Giovanni Ferrari | Paolo Mazza i Giovanni Ferrari | Paolo Mazza i Giovanni Ferrari |

## Suïssa
| #    | Posició     | Nom               | Naixement           | P. Sel.     | Club                    |
| ---- | ----------- | ----------------- | ------------------- | ----------- | ----------------------- |
| 1    | Porter      | Karl Elsener      | 13 d'agost 1934     | -           | Grasshopper-Club Zürich |
| 2    | Porter      | Antonio Permunian | 15 d'agost 1930     | -           | FC Luzern               |
| 3    | Porter      | Kurt Stettler     | 21 d'agost 1932     | -           | FC Basel                |
| 4    | Defensa     | Wilhelm Kernen    | 6 d'agost 1929      | -           | FC La Chaux-de-Fonds    |
| 5    | Defensa     | Fritz Morf        | 29 de gener 1928    | -           | FC Grenchen             |
| 6    | Defensa     | Peter Rösch       | 15 de setembre 1930 | -           | Servette FC             |
| 7    | Defensa     | Heinz Schneiter   | 12 d'abril 1935     | -           | Young Boys Bern         |
| 8    | Defensa     | Ely Tacchella     | 25 de maig 1936     | -           | Lausanne Sports         |
| 9    | Defensa     | André Grobéty     | 22 de juny 1933     | -           | Lausanne Sports         |
| 10   | Defensa     | Fritz Kehl        |                     | -           | FC Zurich               |
| 11   | Defensa     | Eugen Meier       | 30 d'abril 1930     | -           | Young Boys Bern         |
| 12   | Davanter    | Marcel Vonlanthen | 8 de setembre 1933  | -           | Lausanne Sports         |
| 13   | Migcampista | Hans Weber        | 8 de setembre 1934  | -           | FC Basel                |
| 14   | Migcampista | Anton Allemann    | 6 de gener 1936     | -           | A.C. Mantova            |
| 15   | Davanter    | Charles Antenen   | 3 de novembre 1929  | -           | FC La Chaux-de-Fonds    |
| 16   | Davanter    | Richard Dürr      | 1 de desembre 1938  | -           | Lausanne Sports         |
| 17   | Davanter    | Norbert Eschmann  | 19 de març 1933     | -           | Stade Francais Paris    |
| 18   | Davanter    | Philippe Pottier  | 9 de juliol 1938    | -           | Stade Francais Paris    |
| 19   | Davanter    | Gilbert Rey       | 30 d'octubre 1930   | -           | Lausanne Sports         |
| 20   | Migcampista | Roger Vonlanthen  | 13 de febrer 1929   | -           | Lausanne Sports         |
| 21   | Davanter    | Rolf Wüthrich     | 4 de setembre 1938  | -           | Servette FC             |
| 22   | Davanter    | Roberto Frigerio  | 16 de maig 1938     | -           | FC La Chaux-de-Fonds    |
| Ent. | Karl Rappan | Karl Rappan       | Karl Rappan         | Karl Rappan | Karl Rappan             |

## Brasil
| #    | Posició        | Nom            | Naixement           | P. Sel.        | Club           |
| ---- | -------------- | -------------- | ------------------- | -------------- | -------------- |
| 1    | Porter         | Gilmar         | 22 d'agost 1930     | -              | Santos FC      |
| 2    | Defensa        | Djalma Santos  | 27 de febrer 1929   | -              | Palmeiras      |
| 3    | Defensa        | Mauro          | 30 d'agost 1930     | -              | Santos FC      |
| 4    | Migcampista    | Zito           | 18 d'agost 1932     | -              | Santos FC      |
| 5    | Defensa        | Zózimo         | 19 de juny 1932     | -              | Bangu AC       |
| 6    | Defensa        | Nílton Santos  | 16 de maig 1927     | -              | Botafogo       |
| 7    | Davanter       | Garrincha      | 28 d'octubre 1933   | -              | Botafogo       |
| 8    | Migcampista    | Didi           | 8 d'octubre 1929    | -              | Botafogo       |
| 9    | Davanter       | Coutinho       | 11 de juny 1943     | -              | Santos FC      |
| 10   | Davanter       | Pelé           | 23 d'octubre 1940   | -              | Santos FC      |
| 11   | Davanter       | Pepe           | 25 de febrer 1925   | -              | Santos FC      |
| 12   | Defensa        | Jair Marinho   | 17 de juliol 1936   | -              | Fluminense     |
| 13   | Defensa        | Bellini        | 7 de juny 1930      | -              | São Paulo FC   |
| 14   | Defensa        | Jurandir       | 12 de novembre 1940 | -              | São Paulo FC   |
| 15   | Defensa        | Altair         | 21 de gener 1938    | -              | Fluminense     |
| 16   | Migcampista    | Zequinha       | 18 de novembre 1934 | -              | Palmeiras      |
| 17   | Migcampista    | Mengálvio      | 17 de desembre 1939 | -              | Santos FC      |
| 18   | Davanter       | Jair da Costa  | 9 de juliol 1940    | -              | Portuguesa     |
| 19   | Davanter       | Vavá           | 12 de novembre 1934 | -              | Palmeiras      |
| 20   | Davanter       | Amarildo       | 29 de juny 1939     | -              | Botafogo       |
| 21   | Davanter       | Zagallo        | 9 d'agost 1931      | -              | Botafogo       |
| 22   | Porter         | Castilho       | 27 de novembre 1927 | -              | Fluminense     |
| Ent. | Aymoré Moreira | Aymoré Moreira | Aymoré Moreira      | Aymoré Moreira | Aymoré Moreira |

## Txecoslovàquia
| #    | Posició         | Nom                 | Naixement           | P. Sel.         | Club                   |
| ---- | --------------- | ------------------- | ------------------- | --------------- | ---------------------- |
| 1    | Porter          | Viliam Schrojf      | 2 d'agost 1931      | -               | ŠK Slovan Bratislava   |
| 2    | Defensa         | Jan Lála            | 10 de setembre 1936 | -               | Dynamo Praha           |
| 3    | Defensa         | Ján Popluhár        | 12 d'agost 1935     | -               | ŠK Slovan Bratislava   |
| 4    | Defensa         | Ladislav Novák      | 5 de desembre 1931  | -               | Dukla Praha            |
| 5    | Defensa         | Svatopluk Pluskal   | 28 d'octubre 1930   | -               | Dukla Praha            |
| 6    | Migcampista     | Josef Masopust      | 9 de febrer 1931    | -               | Dukla Praha            |
| 7    | Migcampista     | Jozef Štibrányi     | 11 d'abril 1940     | -               | Spartak Trnava         |
| 8    | Davanter        | Adolf Scherer       | 5 de maig 1938      | -               | CH Bratislava          |
| 9    | Davanter        | Pavol Molnár        | 13 de febrer 1936   | -               | ŠK Slovan Bratislava   |
| 10   | Davanter        | Jozef Adamec        | 26 de febrer 1942   | -               | Dukla Praha            |
| 11   | Davanter        | Josef Jelínek       | 9 de gener 1941     | -               | Dukla Praha            |
| 12   | Defensa         | Jiří Tichý          | 6 de desembre 1933  | -               | CH Bratislava          |
| 13   | Porter          | František Schmucker | 28 de gener 1940    | -               | RH Brno                |
| 14   | Davanter        | Václav Mašek        | 21 de març 1941     | -               | Spartak Praha Sokolovo |
| 15   | Davanter        | Vladimír Koiš       | 9 d'agost1935       | -               | CKD Praha              |
| 16   | Defensa         | Titus Buberník      | 12 d'octubre 1933   | -               | CH Bratislava          |
| 17   | Davanter        | Tomáš Pospíchal     | 26 de juny 1936     | -               | Baník Ostrava          |
| 18   | Davanter        | Josef Kadraba       | 29 de setembre 1933 | -               | SONP Kladno            |
| 19   | Davanter        | Andrej Kvašňák      | 19 de maig 1936     | -               | Spartak Praha Sokolovo |
| 20   | Davanter        | Jaroslav Borovička  | 26 de gener 1931    | -               | Dukla Praha            |
| 21   | Defensa         | Jozef Bomba         | 30 de març 1939     | -               | Tatran Prešov          |
| 22   | Porter          | Pavel Kouba         | 1 de setembre 1938  | -               | Dukla Praha            |
| Ent. | Rudolf Vytlačil | Rudolf Vytlačil     | Rudolf Vytlačil     | Rudolf Vytlačil | Rudolf Vytlačil        |

## Mèxic
| #    | Posició         | Nom                 | Naixement           | P. Sel.         | Club                  |
| ---- | --------------- | ------------------- | ------------------- | --------------- | --------------------- |
| 1    | Porter          | Antonio Carbajal    | 7 de juny 1929      | -               | Club León             |
| 2    | Defensa         | Jesús del Muro      | 30 de novembre 1937 | -               | CF Atlas              |
| 3    | Defensa         | Guillermo Sepúlveda | 28 de febrer 1934   | -               | Chivas de Guadalajara |
| 4    | Defensa         | José Villegas       | 20 de juny 1934     | -               | Chivas de Guadalajara |
| 5    | Defensa         | Raúl Cárdenas       | 30 d'octubre 1928   | -               | CD Zacatapec          |
| 6    | Migcampista     | Pedro Nájera        | 3 de febrer 1929    | -               | Club América          |
| 7    | Davanter        | Alfredo del Águila  | 3 de gener 1935     | -               | Club Toluca           |
| 8    | Migcampista     | Salvador Reyes      | 20 de setembre 1936 | -               | Chivas de Guadalajara |
| 9    | Davanter        | Héctor Hernández    | 6 de desembre 1935  | -               | Chivas de Guadalajara |
| 10   | Davanter        | Guillermo Ortiz     |                     | -               | Necaxa                |
| 11   | Davanter        | Isidoro Díaz        | 14 de març 1940     | -               | Chivas de Guadalajara |
| 12   | Porter          | Jaime Gómez         |                     | -               | Chivas de Guadalajara |
| 13   | Defensa         | Arturo Chaires      | 14 de març 1937     | -               | Chivas de Guadalajara |
| 14   | Migcampista     | Pedro Romero        |                     | -               | Club Toluca           |
| 15   | Defensa         | Ignacio Jáuregui    | 31 de juliol 1938   | -               | CF Atlas              |
| 16   | Migcampista     | Salvador Farfán     |                     | -               | Atlante               |
| 17   | Davanter        | Felipe Ruvalcaba    | 16 de febrer 1941   | -               | Oro                   |
| 18   | Davanter        | Alfredo Hernández   | 18 de juny 1935     | -               | CF Monterrey          |
| 19   | Davanter        | Antonio Jasso       | 11 de març 1935     | -               | Club América          |
| 20   | Migcampista     | Mario Velarde       | 29 de març 1940     | -               | Necaxa                |
| 21   | Davanter        | Alberto Baeza       |                     | -               | Necaxa                |
| 22   | Porter          | Antonio Mota        |                     | -               | Oro                   |
| Ent. | Ignacio Trelles | Ignacio Trelles     | Ignacio Trelles     | Ignacio Trelles | Ignacio Trelles       |

## Espanya
| #    | Posició         | Nom                   | Naixement           | P. Sel.         | Club                       |
| ---- | --------------- | --------------------- | ------------------- | --------------- | -------------------------- |
| 1    | Porter          | José Araquistáin      | 4 de març 1937      | -               | Reial Madrid               |
| 2    | Porter          | Salvador Sadurní      | 3 d'abril 1941      | -               | FC Barcelona               |
| 3    | Porter          | Carmelo               | 6 de desembre 1930  | -               | Athletic Bilbao            |
| 4    | Davanter        | Enrique Collar        | 2 de novembre 1934  | -               | Atlético Madrid            |
| 5    | Migcampista     | Luis del Sol          | 6 d'abril 1935      | -               | Reial Madrid               |
| 6    | Davanter        | Alfredo Di Stéfano    | 4 de juliol 1926    | -               | Reial Madrid               |
| 7    | Defensa         | Luis María Echeberría | 24 de març 1940     | -               | Athletic Bilbao            |
| 8    | Migcampista     | Jesús Garay           | 10 de setembre 1930 | -               | FC Barcelona               |
| 9    | Davanter        | Francisco Gento       | 21 d'octubre 1933   | -               | Reial Madrid               |
| 10   | Defensa         | Sígfrid Gràcia        | 27 de març 1932     | -               | FC Barcelona               |
| 11   | Defensa         | Feliciano Rivilla     | 21 d'agost 1936     | -               | Atlético Madrid            |
| 12   | Davanter        | Joaquín Peiró         | 29 de gener 1936    | -               | Atlético Madrid            |
| 13   | Defensa         | Pachín                | 28 de desembre 1938 | -               | Reial Madrid               |
| 14   | Davanter        | Ferenc Puskás         | 2 d'abril 1927      | -               | Reial Madrid               |
| 15   | Davanter        | Eulogio Martínez      | 11 de juny 1935     | -               | FC Barcelona               |
| 16   | Defensa         | Severino Reija        | 25 de novembre 1938 | -               | Real Zaragoza              |
| 17   | Defensa         | Rodri                 | 8 de març 1934      | -               | FC Barcelona               |
| 18   | Davanter        | Adelardo              | 26 de setembre 1939 | -               | Atlético Madrid            |
| 19   | Defensa         | José Santamaría       | 31 de juliol 1929   | -               | Reial Madrid               |
| 20   | Defensa         | Joan Segarra          | 15 de novembre 1927 | -               | FC Barcelona               |
| 21   | Davanter        | Luis Suárez           | 2 de maig 1935      | -               | Internazionale Milano F.C. |
| 22   | Migcampista     | Martí Vergés          | 8 de març 1934      | -               | FC Barcelona               |
| Ent. | Helenio Herrera | Helenio Herrera       | Helenio Herrera     | Helenio Herrera | Helenio Herrera            |

## Hongria
| #    | Posició      | Nom                | Naixement           | P. Sel.      | Club               |
| ---- | ------------ | ------------------ | ------------------- | ------------ | ------------------ |
| 1    | Porter       | Gyula Grosics      | 4 de febrer 1926    | -            | Tatabányai Bányász |
| 2    | Defensa      | Sándor Mátrai      | 1932                | -            | Ferencvárosi TC    |
| 3    | Defensa      | Kálmán Mészöly     | 16 de juliol 1941   | -            | Vasas SC           |
| 4    | Defensa      | László Sárosi      | 27 de febrer 1932   | -            | Vasas SC           |
| 5    | Defensa      | Ernő Solymosi      | 21 de setembre 1940 | -            | Újpesti Dózsa      |
| 6    | Migcampista  | Ferenc Sipos       | 13 de desembre 1932 | -            | MTK-Hungária       |
| 7    | Davanter     | Károly Sándor      | 29 de novembre 1928 | -            | MTK-Hungária       |
| 8    | Davanter     | János Göröcs       | 1939                | -            | Újpesti Dozsa      |
| 9    | Davanter     | Flórián Albert     | 15 de setembre 1941 | -            | Ferencvárosi TC    |
| 10   | Migcampista  | Lajos Tichy        | 21 de març 1935     | -            | Budapest Honvéd FC |
| 11   | Davanter     | Máté Fenyvesi      | 20 de setembre 1933 | -            | Ferencvárosi TC    |
| 12   | Defensa      | Kálmán Sóvári      | 21 de desembre 1940 | -            | Újpesti Dózsa      |
| 13   | Defensa      | Kálmán Ihász       | 6 de desembre 1941  | -            | Vasas SC           |
| 14   | Migcampista  | István Nagy        | 14 d'abril 1939     | -            | MTK-Hungária       |
| 15   | Migcampista  | János Mencel       |                     | -            | Salgótarjáni BTC   |
| 16   | Davanter     | János Farkas       | 27 de març 1942     | -            | Vasas SC           |
| 17   | Davanter     | Gyula Rákosi       | 9 d'octubre 1938    | -            | Ferencvárosi TC    |
| 18   | Davanter     | Tivadar Monostori  | 24 d'agost 1936     | -            | Dorogi Bányász     |
| 19   | Davanter     | Béla Kuhárszki     | 20 d'abril 1940     | -            | Újpesti Dózsa      |
| 20   | Davanter     | László Bodor       |                     | -            | MTK-Hungária       |
| 21   | Porter       | Antal Szentmihályi | 3 de juny 1937      | -            | Vasas SC           |
| 22   | Porter       | István Ilku        | 6 de març 1933      | -            | Dorogi Bányász     |
| Ent. | Lajos Baróti | Lajos Baróti       | Lajos Baróti        | Lajos Baróti | Lajos Baróti       |

## Anglaterra
| #    | Posició             | Nom                 | Naixement           | P. Sel.             | Club                         |
| ---- | ------------------- | ------------------- | ------------------- | ------------------- | ---------------------------- |
| 1    | Porter              | Ron Springett       | 22 de juliol 1935   | -                   | Sheffield Wednesday F.C.     |
| 2    | Defensa             | Jimmy Armfield      | 2 de setembre 1935  | -                   | Blackpool F.C.               |
| 3    | Defensa             | Ray Wilson          | 17 de desembre 1934 | -                   | Huddersfield Town F.C.       |
| 4    | Davanter            | Bobby Robson        | 18 de febrer 1933   | -                   | West Bromwich Albion F.C.    |
| 5    | Migcampista         | Peter Swan          | 8 d'octubre 1936    | -                   | Sheffield Wednesday F.C.     |
| 6    | Migcampista         | Ron Flowers         | 28 de juliol 1934   | -                   | Wolverhampton Wanderers F.C. |
| 7    | Migcampista         | John Connelly       | 18 de juliol 1938   | -                   | Burnley F.C.                 |
| 8    | Davanter            | Jimmy Greaves       | 20 de febrer 1940   | -                   | Tottenham Hotspur F.C.       |
| 9    | Davanter            | Gerry Hitchens      | 8 d'octubre 1934    | -                   | Internazionale Milano F.C.   |
| 10   | Davanter            | Johnny Haynes       | 17 d'octubre 1934   | -                   | Fulham F.C.                  |
| 11   | Davanter            | Bobby Charlton      | 11 d'octubre 1937   | -                   | Manchester United F.C.       |
| 12   | Porter              | Alan Hodgkinson     | 16 d'agost 1936     | -                   | Sheffield United F.C.        |
| 13   | Davanter            | Derek Kevan*        | 6 de març 1935      | -                   | West Bromwich Albion F.C.    |
| 14   | Migcampista         | Stan Anderson       | 27 de febrer 1933   | -                   | Sunderland F.C.              |
| 15   | Defensa             | Maurice Norman      | 8 de maig 1934      | -                   | Tottenham Hotspur F.C.       |
| 16   | Defensa             | Bobby Moore         | 12 d'abril 1941     | -                   | West Ham United F.C.         |
| 17   | Migcampista         | Bryan Douglas       | 27 de maig 1934     | -                   | Blackburn Rovers F.C.        |
| 18   | Davanter            | Roger Hunt          | 20 de juliol 1938   | -                   | Liverpool F.C.               |
| 19   | Davanter            | Alan Peacock        | 29 d'octubre 1937   | -                   | Middlesbrough F.C.           |
| 20   | Migcampista         | George Eastham      | 23 de setembre 1936 | -                   | Arsenal F.C.                 |
| 21   | Defensa             | Don Howe            | 12 d'octubre 1935   | -                   | West Bromwich Albion F.C.    |
| 22   | Porter              | Gordon Banks*       | 30 de desembre 1937 | -                   | Leicester City F.C.          |
| Ent. | Walter Winterbottom | Walter Winterbottom | Walter Winterbottom | Walter Winterbottom | Walter Winterbottom          |

*Algunes fonts sostenen que només 20 jugadors viatjaren a Xile, i que Gordon Banks i Derek Kevan restaren a casa com a reserva. 

## Argentina
| #    | Posició             | Nom                  | Naixement           | P. Sel.             | Club                                 |
| ---- | ------------------- | -------------------- | ------------------- | ------------------- | ------------------------------------ |
| 1    | Porter              | Antonio Roma         | 13 de juliol 1932   | -                   | Boca Juniors                         |
| 2    | Defensa             | José Ramos Delgado   | 26 d'agost 1935     | -                   | Club Atlético River Plate            |
| 3    | Defensa             | Silvio Marzolini     | 4 d'octubre 1940    | -                   | Boca Juniors                         |
| 4    | Defensa             | Alberto Sainz        | 13 de desembre 1937 | -                   | Club Atlético River Plate            |
| 5    | Migcampista         | Federico Sacchi      | 9 d'agost 1936      | -                   | Racing Club de Avellaneda            |
| 6    | Defensa             | Raúl Páez            | 26 de maig 1937     | -                   | Club Atlético San Lorenzo de Almagro |
| 7    | Davanter            | Héctor Facundo       | 2 de novembre 1937  | -                   | Club Atlético San Lorenzo de Almagro |
| 8    | Davanter            | Martín Pando         | 26 de desembre 1934 | -                   | Club Atlético River Plate            |
| 9    | Davanter            | Marcelo Pagani       | 19 d'agost 1941     | -                   | Club Atlético River Plate            |
| 10   | Davanter            | José Sanfilippo      | 4 de maig 1935      | -                   | Club Atlético San Lorenzo de Almagro |
| 11   | Davanter            | Raúl Belén           | 1 de juliol 1931    | -                   | Racing Club de Avellaneda            |
| 12   | Porter              | Rogelio Domínguez    | 9 de març 1932      | -                   | Club Atlético River Plate            |
| 13   | Migcampista         | Oscar Rossi          | 27 de juliol 1930   | -                   | Club Atlético San Lorenzo de Almagro |
| 14   | Defensa             | Alberto Mariotti     | 23 d'agost 1935     | -                   | Club Atlético San Lorenzo de Almagro |
| 15   | Defensa             | Rubén Navarro        |                     | -                   | Club Atlético Independiente          |
| 16   | Migcampista         | Antonio Rattín       | 16 de maig 1937     | -                   | Boca Juniors                         |
| 17   | Defensa             | José Rafael Albrecht | 28 d'agost 1941     | -                   | Estudiantes de La Plata              |
| 18   | Defensa             | Vladislao Cap        | 5 de juliol 1934    | -                   | Club Atlético River Plate            |
| 19   | Davanter            | Rubén Sosa           | 14 de novembre 1936 | -                   | Racing Club de Avellaneda            |
| 20   | Davanter            | Juan Carlos Oleniak  | 4 de març 1942      | -                   | Estudiantes de La Plata              |
| 21   | Migcampista         | Ramón Abeledo        | 29 d'abril 1937     | -                   | Club Atlético Independiente          |
| 22   | Davanter            | Alberto González     | 21 d'agost 1941     | -                   | Boca Juniors                         |
| Ent. | Juan Carlos Lorenzo | Juan Carlos Lorenzo  | Juan Carlos Lorenzo | Juan Carlos Lorenzo | Juan Carlos Lorenzo                  |

## Bulgària
| #    | Posició            | Nom                | Naixement           | P. Sel.            | Club                     |
| ---- | ------------------ | ------------------ | ------------------- | ------------------ | ------------------------ |
| 1    | Porter             | Georgi Naydenov    | 21 de desembre 1931 | -                  | CDNA Sofia               |
| 2    | Defensa            | Kiril Rakarov      | 24 de maig 1932     | -                  | CDNA Sofia               |
| 3    | Defensa            | Ivan Dimitrov      | 14 de maig 1935     | -                  | Lokomotiv Sofia          |
| 4    | Defensa            | Stoyan Kitov       | 27 d'agost 1938     | -                  | Spartak Sofia            |
| 5    | Defensa            | Dimitar Kostov     | 26 de juliol 1936   | -                  | Levski Sofia             |
| 6    | Migcampista        | Nikola Kovachev    | 4 de juny 1934      | -                  | CDNA Sofia               |
| 7    | Migcampista        | Todor Diev         | 28 de gener 1934    | -                  | Spartak Plovdiv          |
| 8    | Defensa            | Dimitar Dimov      | 13 de desembre 1937 | -                  | Spartak Plovdiv          |
| 9    | Davanter           | Hristo Iliev       | 11 de maig 1936     | -                  | Levski Sofia             |
| 10   | Davanter           | Ivan Kolev         | 1 de novembre 1930  | -                  | CDNA Sofia               |
| 11   | Davanter           | Dimitar Yakimov    | 12 de juliol 1941   | -                  | CDNA Sofia               |
| 12   | Defensa            | Dobromir Zhechev   | 12 de novembre 1942 | -                  | Spartak Sofia            |
| 13   | Davanter           | Petar Velichkov    | 8 d'agost 1940      | -                  | Lokomotiv Sofia          |
| 14   | Davanter           | Georgi Sokolov     | 19 de juny 1942     | -                  | Levski Sofia             |
| 15   | Davanter           | Georgi Asparuhov   | 4 de maig 1943      | -                  | Botev Plovdiv            |
| 16   | Migcampista        | Aleksandar Kostov  | 5 de març 1938      | -                  | Levski Sofia             |
| 17   | Migcampista        | Panteley Dimitrov  | 14 de maig 1935     | -                  | CDNA Sofia               |
| 18   | Porter             | Ivan Ivanov        |                     | -                  | Cherno More Varna        |
| 19   | Davanter           | Dinko Dermendjiev  | 2 de juny 1941      | -                  | Botev Plovdiv            |
| 20   | Porter             | Nikola Parshanov   |                     | -                  | Spartak Pleven           |
| 21   | Davanter           | Panayot Panayotov  | 30 de desembre 1930 | -                  | NK Crvena Zvezda Belgrad |
| 22   | Migcampista        | Georgi Nikolov     |                     | -                  | CDNA Sofia               |
| Ent. | Georgi Pachedzhiev | Georgi Pachedzhiev | Georgi Pachedzhiev  | Georgi Pachedzhiev | Georgi Pachedzhiev       |